# Rise of the Ogre
Rise of the Ogre er en britisk bog som omhandler, hvordan Gorillaz er blevet skabt. Den blev udgivet i 2006.
| Bog | Spire Denne artikel om bøger og tidsskrifter er en spire som bør udbygges. Du er velkommen til at hjælpe Wikipedia ved at udvide den. |